# Var 83
Var 83 (VHK 83) is een lichtsterke blauwe variabele in Messier 33
in het sterrenbeeld Driehoek. De ster is een van de lichtsterktste bekend en bevindt zich 3.000.000 lichtjaar van de Melkweg. De lichtkracht van de ster (2,2 tot 4,5 miljoen maal de lichtkracht van de zon) is een van de grootste die bekend is.
VHK 83 is in 1975 ontdekt door Sidney van den Bergh, Eric Herbst en Charles Kowal. De schijnbare magnitude varieert tussen 15,8 en 16,6.